# The Golden Supper
The Golden Supper é um filme mudo norte-americano de 1910 em curta-metragem, do gênero drama, dirigido por D. W. Griffith. O filme foi baseado no poema A Lover’s Tale de Alfred Lord Tennyson.

## Elenco
- Dorothy West ... Camilla
- Charles West ... Lionel
- Edwin August ... Princesa Julian
- Claire McDowell ... Dama de companhia